# Аймоне Савойский-Аостский (1967)
Аймоне Савойский-Аостский (итал. Aimone di Savoia-Aosta), или Аймоне Умберто Эмануэле Филиберто Луиджи Амедео Элена Мария Флоренцо ди Савойя (итал. Aimone Umberto Emanuele Filiberto Luigi Amedeo Elena Maria Fiorenzo di Savoia; род. 13 октября 1967, Флоренция, Италия) — 4-й герцог Апулийский с 1967 по 2006 год, 6-й герцог Аостский с 7 июля 2006 года, претендент на трон Италии и главенство в Савойском доме с 2021 года. Представитель Аостской ветви Савойского дома.
Итальянский бизнесмен. Длительное время в качестве генерального директора представлял компанию «Пирелли» на рынке в Российской Федерации и странах бывшего СССР. С 1 июля 2012 года был генеральным директором компании «Пирелли Тире Нордик», отвечая за рынки стран Скандинавии. С 1 сентября 2013 года до июля 2023 года являлся ответственным директором компании «Пирелли Тире» в Российской Федерации и странах северной Европы. Старший вице-президент по институциональным и нормативным вопросам Pirelli с октября 2023 года.

## Биография
Принц Аймоне, единственный сын Амадея Савойского, герцога Аосты и принцессы Клавдии Орлеанской, родился во Флоренции в 1967 году. Сразу после рождения, как то принято в Аостской ветви Савойского дома, первенец получил титул герцога Апулии. Его крестили в купели с водой из рек Иордан и Пьяве. Восприемниками Аймоне были будущий король Испании Хуан Карлос и король эллинов Константин II. В 1982 году король Умберто II присвоил принцу звание кавалера Высшего ордена Святейшего Благовещения.
Герцог Аймоне получил классическое образование в военно-морском училище им. Франческо Морозини в Венеции. Продолжил обучение на курсах Военно-морской академии, закончив которые, получил звание прапорщика. Позднее, переведясь из штаба на борт военного судна, в течение года участвовал в учениях НАТО в Атлантическом океане и Средиземном море.
На борту фрегата «Маэстрале» участвовал в войне в Персидском заливе. В 2001 году присоединился к отцу в путешествии на Северный полюс, которое за век до этого совершил Людовик Амадей Савойский, герцог Абруцци. В 2006 году, в связи с признанием в качестве главы Савойского дома его отца, Аймоне наследовал титул герцога Аоста.
Он спонсировал или способствовал популяризации культуры и истории Италии, в том числе изучению истории итальянской общины Крыма. Герцог имеет тесные связи с королевскими семьями Греции, Дании, Болгарии, Румынии, Великобритании, Испании, Франции и России. Кроме итальянского, он свободно владеет английским, французским, испанским и русским языками. Святой Пий из Пьетрельчины предсказал ему восстановление института монархии в Италии.

### Карьера
После окончания в Торгового университета им. Луиджи Боккони в Милане, герцог Аймоне работал в банке Дж. П. Морган Чейз. Позже он возглавлял маркетинговые отделы ряда итальянских компаний. В 1994 году переехал в Москву, где работал в компании Tripcovich Trading Company.
В 2000 году герцог был принят на работу в компанию Pirelli, где занимал должность гендиректора, ответственного за рынок в России и странах бывшего СССР. В 2006 году он занял место вице-президента российского представительства Всеобщей конфедерации итальянской промышленности. С 1 июля 2012 года был генеральным директором Pirelli Tire Nordic, отвечая за рынки скандинавских стран. С 1 сентября 2013 года до июля 2023 года герцог возглавлял отдел в компании Pirelli Tire, курирующий её деятельность на территории России и северных европейских государств.
В октябре 2019 года был назначен послом Суверенного Военного Мальтийского Ордена в Российской Федерации и вручил верительные грамоты 24 ноября 2020 года.
В октябре 2023 года назначен старшим вице-президентом по институциональным и нормативным вопросам компании Pirelli в главном офисе в Милане.

### Брак
Аймоне Савойский, герцог Аосты в мае 2005 года обручился с принцессой Ольгой Греческой (род. 17 ноября 1971 года), второй дочерью принца Михаила Греческого от его морганатической супруги Марины Карелла.
Гражданская церемония бракосочетания состоялась 16 сентября 2008 года в посольстве Италии в Москве. Церемонию провёл посол Италии в России Витторио Клаудио Сурдо. Акт королевского согласия был передан жениху и невесте накануне свадьбы.
Венчание в церкви прошло 27 сентября 2008 года на греческом острове Патмос в присутствии королевы Испании Софии, короля и королевы эллинов Константина II и Анны Марии Датской, представителей королевского Орлеанского дома и королевского дома Обеих Сицилий. Венчание состоялось по православному обряду; ранее по католическому обряду супругов обвенчал в Москве католический митрополит Паоло Пецци.

### Потомство
- Принц Умберто родился 7 марта 2009 года в Париже. 9 марта он получил от своего деда Амадея титул принца Пьемонтского. 18 июля того же года его крестил падре Александр Бурбон-Сицилийский.
- Принц Амадей, второй сын, родился 24 мая 2011 года в Париже. 25 мая он получил от своего деда Амадея титул герцога Абруцци.
- Принцесса Изабелла родилась 14 декабря 2012 в Париже, носит титул королевской принцессы Савойской.

## Наследный претендент

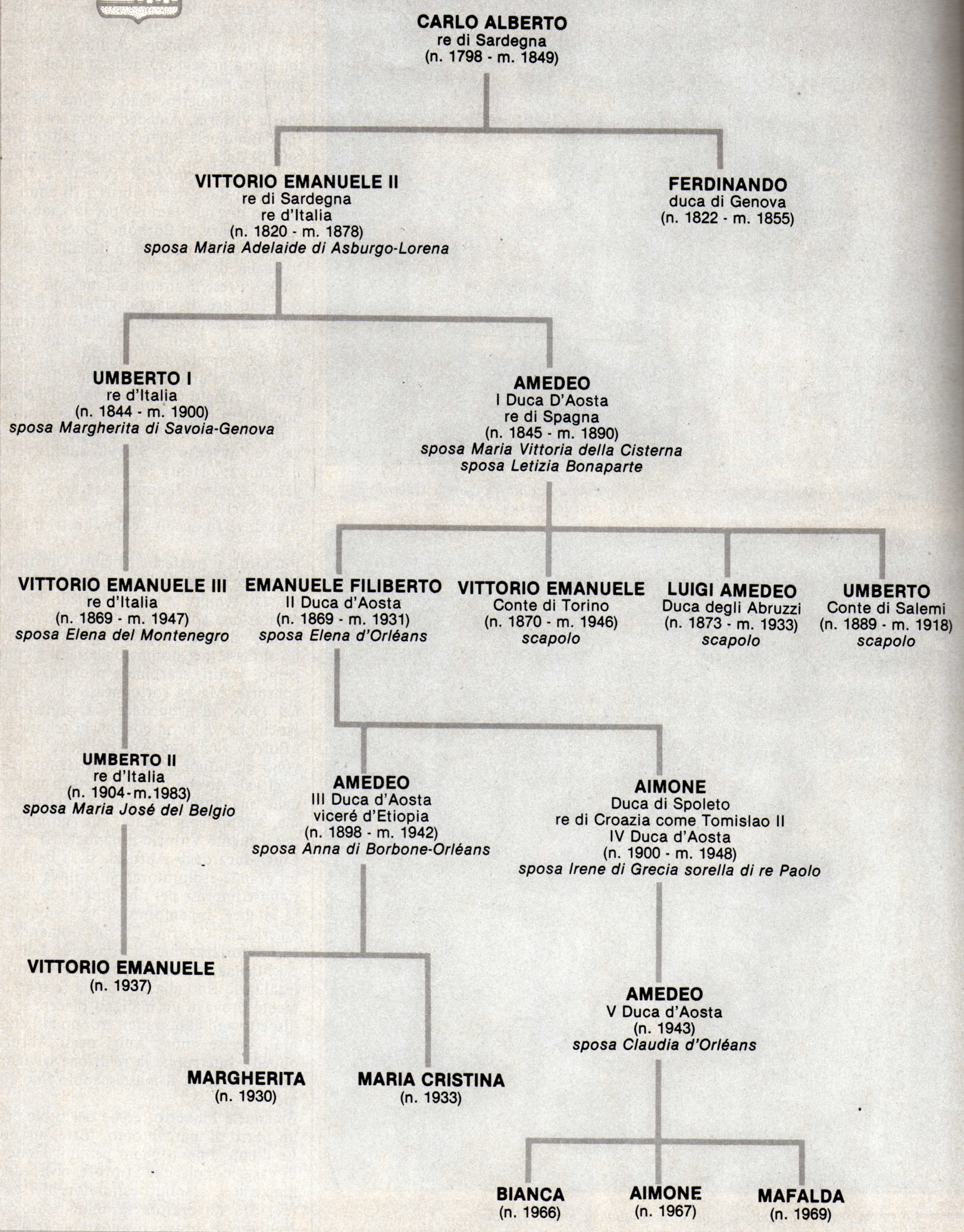
Две линии Савойской династии (схема 1983 года)

Согласно акту Совета сенаторов итальянского королевства, принятому в Риме 7 июля 2006 года, главой Савойского дома был признан Амадей Савойский, герцог Аосты, который стал титулярным королём Италии. Его сын принц Аймоне, герцог Апулии, получил титул герцога Аосты и возглавил Высший орден Святейшего Благовещения и орден Святых Маврикия и Лазаря. Он также получил титул наследного принца итальянского королевства. Совет сенаторов итальянского королевства, действующий с 1955 года, как и его решения, не имеют юридической силы на территории Итальянской республики, поэтому статус главы Савойского дома официальные власти признают за единственным сыном короля Умберто II, Виктором Эммануилом, принцем Неаполитанским, хотя тот, вступив в морганатический брак, был исключён отцом из числа наследников престола. Амадей Савойский-Аостский, став главой дома, делегировал герцогу Аймоне полномочия «постоянно представлять в мировой экономике и политике» интересы итальянского государства. 29 сентября 2007 года герцог Аймоне учредил исполнительную комиссию по реорганизации династических орденов Савойского дома, с целью установить критерии, по которым ордена вручались прежним кавалерам, а также составить список новых кандидатов. Он призвал к полной прозрачности в этом вопросе. Кавалеры должны были соответствовать требованиям уставов орденов, согласно завещанию короля Умберто II. 31 мая 2008 года, после двухмесячной пролонгации декрета от 31 марта того же года, комитет, под председательством герцога, завершил работу. Были составлены списки кавалеров, повторно принятых в ордена Савойского дома в соответствии с уставом, эмитированным покойным королём Умберто II.
Сторонники Савойского дома, признающие главенство Амадея Савойского-Аостского, признают за Аймоне титул Его королевского Высочества, наследного принца Италии, герцога Апулии и герцога Аосты. Те же, кто не согласен с решением короля Умберто II, назначившего своим преемником племянника, вместо своего сына, признают за Аймоне только титул Его королевского Высочества, герцога Апулии. Итальянская республика не признает никаких итальянских дворянских титулов. Герцог Аймоне использует личный герб наследного принца, установленный Декретом-законом от 1 января 1890 года.

## Награды
- Кавалер ордена «За заслуги перед Итальянской Республикой» (27 декабря 2018 года)[13].
- Орден Дружбы (25 января 2018 года, Россия) — за вклад в реализацию крупных российско-итальянских экономических проектов и привлечение инвестиционных средств в экономику Российской Федерации[14].